# Chōmo Hanashiro
Chōmo Hanashiro (花城 長茂 Hanashiro Chōmo?, Okinawan: Hanagusuku Chomu; 1869-1945) fue un maestro de artes marciales de Okinawa que destacó por ayudar en la evolución del Shōrin-ryū karate.